# Auga
Auga település Franciaországban, Pyrénées-Atlantiques megyében. Lakosainak száma 185 fő (2022. január 1.). Auga Lème, Méracq, Séby, Thèze és Viven községekkel határos.

## Népesség
A település népességének változása:
| Lakosok száma | 140  | 140  | 145  | 153  | 163  | 173  | 176  | 179  | 185  |
|               | 2013 | 2015 | 2016 | 2017 | 2018 | 2019 | 2020 | 2021 | 2022 |